# Gusta Frooninckx
Gusta Frooninckx (Kessel-Lo, 15 december 1926 – Wezemaal, 2 februari 2021) was een Belgisch kunstschilderes en bestuurster.

## Levensloop
Ze werd actief in de Vrouwelijke Katholieke Arbeidersjeugd (VKAJ) en vervolgens in de Kristelijke Arbeiders Vrouwengilde (KAV). In 1983 volgde ze Maria Meersman op als algemeen secretaris van deze organisatie, een functie die ze uitoefende tot 1987 toen ze werd opgevolgd door An Hermans.
Tevens was ze oprichtster van Similes in 1972, een pluralistische organisatie voor familieleden van psychisch kwetsbare personen, en van de Europese federatie van verenigingen van familieleden van de psychisch zieken (EUFAMI) in 1992.
Haar archief met betrekking tot Similes bevindt zich in het KADOC.
Gusta Frooninckx overleed in 2021 op 94-jarige leeftijd.